# Болотея
Болоте́я (в верхней половине до слияния с Песочной — Еглень, Эглень) — река в России, протекает по Ярославской и Тверской областях по территории Брейтовского, Некоузского и Краснохолмского районов. Устье реки находится в 104 км по левому берегу реки Сити. Длина реки составляет 50 км, площадь водосборного бассейна — 441 км².
Исток реки Еглень находится в болотистом незаселённом лесу в западной части Брейтовского района около урочища Орёл. Река течёт в южном направлении. Примерно через 2 км на неё выходит граница Ярославской и Тверской областей. Западный, правый берег — Тверская, а восточный, левый — Ярославская область. Река принимает левый приток ручей Крутой, затем граница областей уходит на восток и оба берега реки находятся в Тверской области. В деревне Эглень, в Еглень справа впадает ручей Задний.

## Данные водного реестра
По данным государственного водного реестра России относится к Верхневолжскому бассейновому округу, водохозяйственный участок реки — Рыбинское водохранилище до Рыбинского гидроузла и впадающие в него реки, без рек Молога, Суда и Шексна от истока до Шекснинского гидроузла, речной подбассейн реки — Реки бассейна Рыбинского водохранилища. Речной бассейн реки — (Верхняя) Волга до Куйбышевского водохранилища (без бассейна Оки).
Код объекта в государственном водном реестре — 08010200412110000004828.

### Притоки (км от устья)
- 28 км: река Песочная (пр)